# Месје 41
Месје 41 (М41) је расејано звездано јато у сазвежђу Велики пас које се налази у Месјеовом каталогу објеката дубоког неба.
Деклинација објекта је - 20° 45' 24" а ректасцензија 6h 46m 0,0s. Привидна величина (магнитуда) објекта М41 износи 4,5. М41 је још познат и под ознакама NGC 2287 OCL 597, ESO 557-SC14.